# Iwaniwka (Isjum, Iwaniwska Druha)
Iwaniwka (ukrainisch Іванівка; russisch Ивановка Iwanowka) ist eine Siedlung im Südosten der ukrainischen Oblast Charkiw mit etwa 800 Einwohnern (2020).
Die 1965 gegründete Siedlung mit einer Fläche von 1,035 km² liegt auf einer Höhe von 139 m und befindet sich 56 km nordwestlich vom ehemaligen Rajonzentrum Barwinkowe und etwa 115 km südlich vom Oblastzentrum Charkiw.
Am 12. Juni 2020 wurde das Dorf ein Teil der Stadtgemeinde Barwinkowe im Rajon Barwinkowe; bis dahin bildete es zusammen mit den Dörfern Dmytriwka (Дмитрівка), Marjiwka (Мар'ївка) und Tscherwona Balka (Червона Балка) die Landratsgemeinde Iwaniwka Druha (Іванівська Друга сільська рада/Iwaniwska Druha silska rada) im Nordwesten des Rajons Barwinkowe.
Am 17. Juli 2020 wurde der Ort ein Teil des Rajons Isjum.